# Eriesthis vulpina
Eriesthis vulpina är en skalbaggsart som beskrevs av Hermann Burmeister 1844. Eriesthis vulpina ingår i släktet Eriesthis och familjen Melolonthidae. Inga underarter finns listade i Catalogue of Life.